# HD 222872
HD 222872，又名CD-2616762，SAO 192116、HR 8999，是一颗恒星，视星等为6.17，位于銀經32.5，銀緯-75.03，其B1900.0坐标为赤經23h 39m 16.7s，赤緯-26° -75.03′ 4″。